# Солан
Солан или Солон — город и муниципальная корпорация в округе Солан в индийском штате Химачал-Прадеш. Он расположен в 50 км южнее столицы штата Шимлы. Место названо в честь индийской богини Шулини деви. Солан был столицей бывшего княжества, Бхагат. Его прозвали «Город-гриб Индии», потому что там находится Чамбагхат — самой большой комплекс по выращиванию грибов в регионе.
Город расположен между Чандигархом (служащим столицей двух штатов Пенджаба и Харьяны) и Шимлой (столицей штата), по Калка-Шимлскому Национальному хайвэю-22. Калка-Шимла железная дорога была построена британцами и тоже проходит через Солан.

## География
Солан расположен: 30°55′ с. ш. 77°07′ в. д.. Он находится на высоте 1467 метров над уровнем моря. Самая высокая точка — на вершине горы Кэрол, откуда видна башня-ретранслятор у Касаули. Там также есть пещера Пандавов около вершины горы, где, якобы, Пандавы медитировали. Зимой в Солане лёгкие снегопады.
Город окружён высокими холмами. С восточной стороны город примыкает пик Матиул высотой приблизительно 1986 метров. 2000-метровый пик Карол расположен на северной стороне города. Местность вокруг Солана занята высокими холмами, и только 30-40 % территории подходит для строительства. Крутые склоны, леса, горные отвалы занимают остальную территорию.
Туристы, направляющиеся в Чали, Дагшай, Субатху, Кандагхат и Чурдахар, часто останавливаются в Солане.

## Демография
По переписи 2010 в Солане проживало 190 732 человека: 96 800 мужчин и 93 932 женщины. Мужчин 56 % и женщин 44 % от населения, соотношение полов 801. Уровень грамотности высокий: 82 %, а в среднем по стране 59,5 %. Грамотных мужчин 84 %, и женщин 80 %. В Солане 10 % населения не достигло 6-летнего возраста.

## Транспорт
Солан легко достижим по дороге и на поезде. 68 км от Чандигарха (2 часа езды на автобусе) и 48 км от Шимлы (1 час на автобусе). На поезде, чтобы добраться до Солана, надо преодолеть 42 туннеля.
Железная дорога Калка-Шимла включена в список ЮНЕСКО как часть сети горных железных дорог Индии
 7 июля 2008.

## Экономика
Солан также индустриальный центр Химачал-Прадеша. Туризм также пополняет городскую казну. Один техсил округа Солан, называемый Налагарх, также известный как Пхарма Хуб, получил специальные субсидии от премьер-министра Индии в 1999 году. Многие индийские компании создали там свои отделения.
В Солане есть и образовательные учреждения, известные в штате.

### Индустрия
Солан — известный индустриальный центр. Кроме хорошо известного индустриального района Бадди-Налагарх-Баротивала в округе, также хорошо известны пивоварня Мохан Мекин и такие предприятия, как База терминальных батарей, HFCL (Эксиком), Шивалик Биметалл Контролс Лтд., Гималайские трубы индастрис и многие другие. Солан также дом для большого числа фармацевтических предприятий.

### Туризм
Кроме Dr. Yashwant Singh Parmar University of Horticulture and Forestry у Науни, другие достопримечательности Солана, включая храм Шулини мата, храм Джатоли Шив и тибетский монастырь Юндрунг, также около Науни известный как Доланджи приблизительно в 3 км.
Живописный город Касаули — популярное место, где жители проводят выходные на природе и посещают храм Шивы. Там также находится военная база.
Там также находится 300-летний гуркхский форт у Науни, который восходит ко временам, когда регионом правили непальские Гуркхи. Форт лежит в руинах, но он расположен на вершине горы и с него открывается замечательный вид на весь район.
Строится канатная дорога Чамбагхат-Кароль.

## Бунт ирландских солдат, 1920
В 1920 Солан стал местом действия широкомасштабного бунта ирландских солдат Британской армии, в знак солидарности с восставшими на родине. Двое восставших были убиты на месте, зачинщик расстрелян, десятки получили длительные сроки тюремного заключения (см. Коннахтские Рейнджеры#Мятеж в Индии, 1920).